# Buxach (Iller)
Die Buxach ist ein etwa 17 km langer, orografisch rechter und südlicher Nebenfluss der Iller.

## Geographie

### Verlauf
Sie entspringt südöstlich des Dorfes Kronburg in der Gemeinde gleichen Namens in der Nähe der Einöde Heißenschwende auf etwa 695 m ü. NHN und fließt durchweg etwa nordwärts.
Das Flussufer umgeben Wald- und Dorfränder sowie Wiesen. Östlich von Kronburg wurde früher auf dem Gebiet der Gemeinde Woringen eine Ölmühle betrieben, der Name hat sich in dem einer Einöde am Lauf erhalten. Früher speiste die Buxach auch den Memminger Stadtweiher südlich von Memmingen-Hart, welcher um 1900 abgelassen wurde und an den noch der Name der Straße Am Stadtweiher erinnert, die über den Damm führt. Vor allem in Hart und weiter abwärts in Buxach wurde der Fluss industriell genutzt. So gab es in Hart einen von der Buxach betriebenen Kupferhammer, in Buxach mehrere Mühlen und Kupferhämmer.
Die Buxach speist am Südrand von Buxheim den Buxheimer Weiher. Dessen Wasser fließt nicht mehr zurück in die Buxach, sondern in den  Reutenbach ab, der nach dem See rechtsseits abzweigt.
Die Buxach fließt danach zuletzt am Ortsrand von Buxheim entlang noch ein Stück weit nordwestwärts und mündet westlich des Dorfes am Illerstadion auf etwa 568 m ü. NHN von rechts in die Iller. Sie 16,7 km lang und hat ein 34,0 km² großes Einzugsgebiet.
Die Buxach ist nur in Teilen von Hart und beim Dorf Memmingen-Buxach an wenigen Stellen begradigt und kann sich auf ihrem Weg meist frei entfalten. Die Wasserqualität entspricht den Güteklassen I bis II.

### Zuflüsse, Seen und Abzweige
Größter Zufluss ist der 2,8 km lange Krebsbach mit einem Teileinzugsgebiet von 1,5 km, der nahe der Einöde Frohnhart von Woringen von links und Südwesten her zufließt. Er entspringt am Nordrand von Kronburg.
Nachdem die Buxach vor Buxheim die A 96 unterquert hat, speist sie den rechts von ihr auf etwa 584 m ü. NHN liegenden, etwa 7,6 ha großen Buxheimer Weiher.
Nachdem sie diesen passiert hat, zweigt der Reutenbach nach rechts von ihr ab, der den Abfluss des Weihers aufnimmt und nordwärts weiterfließt. Der Reutenbach empfängt dabei nur wenig Wasser direkt von der Buxach selbst, der Großteil seines Durchflusses stammt vielmehr vom nur 200 Meter entfernten Weiher. Er durchfließt den Ort Buxheim und speist bei Egelsee noch einen Fischteich, wonach er dann ebenfalls von rechts in die Iller einfließt, unterhalb der Buxach und ca. 2,3 km nördlich von deren Mündung. Der Reutenbach ist 3,2 km lang und hat ein 8,5 km² großes eigenes Einzugsgebiet.